# Golf du Médoc
De Golf du Médoc is een golfclub in de Franse gemeente Le Pian-Médoc ten noorden van Bordeaux.
De club werd in 1989 geopend. Er zijn twee vrij vlakke 18-holes banen, de Châteaux Course, aangelegd door het Amerikaanse bedrijf van Bill Coore en Ben Crenshaw, en de Vignes Course, ontworpen door de Canadees Rod Whitman. De grote toernooien worden gespeeld op de Châteaux links-baan, de Vignes is een meer beschutte parkbaan met dennenbossen, waar de clubleden meestal spelen. 
De club is gastheer geweest van verschillende toernooien van de Europese Challenge Tour en de Europese PGA Tour.
- 1992: Challenge Chargeurs: winnaar Géry Watine
- 1993: Challenge Chargeurs: winnaar Adam Metnick
- 1994: Challenge Chargeurs: winnaar Daniel Chopra
- 1996: Novotel Perrier: winnaars Jonathan Lomas & Steve Bottomley
- 1997: Novotel Perrier: winnaars Michael Jonzon & Anders Forsbrand
- 1998: Novotel Perrier: winnaars Jarmo Sandelin & Olle Karlsson
- 1999: Frans Open: winnaar Retief Goosen
- 2002: Challenge Tour Final: winnaar Peter Lawrie
- 2003: Challenge Tour Final: winnaar Jose Manuel Carriles
- 2004: Challenge Tour Final: winnaar David Drysdale

Bij de golfbaan ligt een hotel.